# Anton Font i Bernadet
Anton Font i Bernadet   (Capellades, 28 de gener de 1932 - Capellades, 20 de març de 2021) fou pedagog i mim i un dels fundadors de la companyia de teatre Els Joglars, juntament amb Albert Boadella i Carlota Soldevila.
Nascut a Capellades, Font se'n va anar als anys 50 a París, on es va formar en les tècniques de mim en la prestigiosa escola de Marcel Marceau. De tornada a Barcelona, el 1961 va fundar la companyia Els Joglars, amb Albert Boadella i Carlota Soldevila, però se'n va desvincular sis anys després.
L'any 1962 es va instal·lar a Barcelona i va començar a impartir classes d'expressió corporal.
Fou promotor l'any 1965 de l'empresa de joguines didàctiques de fusta Didó i més tard d'una altra anomenada Cavall de Troia.
L'any 1969 va fundar al barri de Sarrià la primera escola d'estudis escènics de Catalunya, El Timbal-Centre de formació i creació escènica de la que en fou director fins a l'any 2010. El Timbal va ser un centre pioner en l'ensenyament de la dansa contemporània i el clown. L'escola continua en funcionament, ara a l'Eixample, i és un centre de referència en la formació d'actors.
L'any 1976 fou reconegut per la Federació Francesa de Dansa i Expressió Corporal d'Europa com l'únic representant del mim teatral a Espanya.
El 1980 va crear i va dirigir altres grups i companyies de teatre com Facècia, Gacs i Teatre del Rebombori i aquell mateix any va actuar en el Festival Internacional de Mim de Zurich (Suïssa), que el va portar a organitzar, entre 1981 i 1985, el Festival Internacional de Mim de Barcelona.
Sempre vinculat a l'ensenyament i la difusió del teatre, el 1999 crea l'Associació Catalana d'Escoles de Teatre, i ja al 2010, s'implica en el renaixement del teatre La Lliga de Capellades, el seu poble. També va impulsar diferents revistes a la vila com La Miranda o Vida, va ser president de La Lliga de Capellades en diferents etapes i va promoure l'Esbart Abat Muntadas.
El 19 de gener de 2020, en un acte al Museu del Molí Paperer de Capellades, fou nomenat fill predilecte de Capellades per la seva destacada i dilatada tasca cultural com a creador, promotor, pedagog i artista i per la seva contribució a engrandir, l'art, la cultura i l'ensenyament a Catalunya.